# Deborah Muir
Deborah Muir (nacida como Deborah Humphrey, 12 de junio de 1953) es una deportista canadiense que compitió en natación sincronizada. Ganó una medalla de plata en el Campeonato Mundial de Natación de 1973, en la prueba de equipo.

## Palmarés internacional
| Campeonato Mundial | Campeonato Mundial    | Campeonato Mundial | Campeonato Mundial |
| Año                | Lugar                 | Medalla            | Prueba             |
| ------------------ | --------------------- | ------------------ | ------------------ |
| 1973               | Belgrado (Yugoslavia) | Medalla de plata   | Equipo             |